# Republikdenkmal
 (décembre 2022).

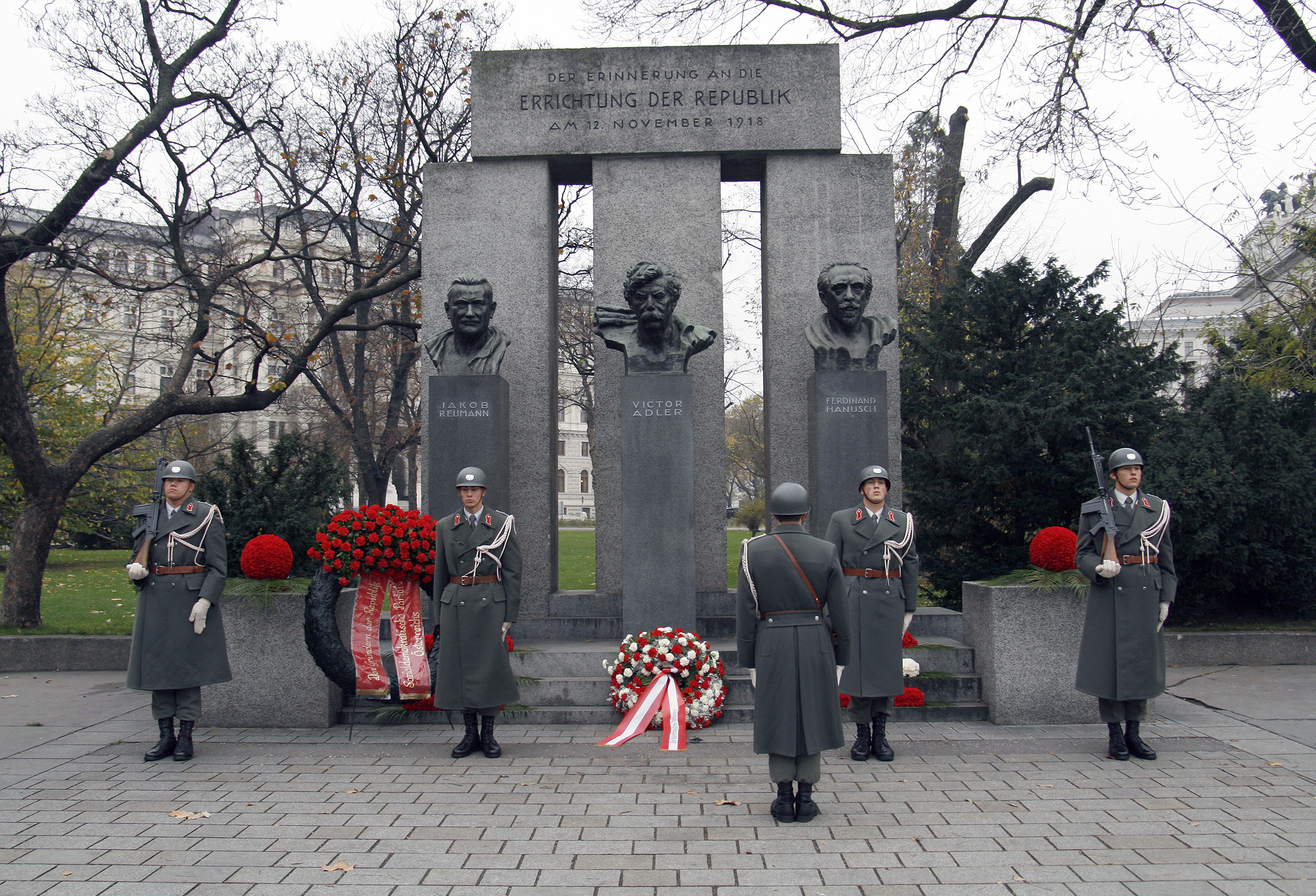
Commémoration des 90 ans de la République Autrichienne le 12 novembre 2008

Le Republikdenkmal (ou Monument de la République) commémore à Vienne la création de la République Autrichienne le 12 novembre 1918. Il est situé dans le parc Grete Rehor sur le Dr.-Karl-Renner-Ring, entre le Parlement et le Palais Epstein.
Le monument se compose des bustes de Jakob Reumann, Victor Adler et Ferdinand Hannouche, trois hommes politiques autrichiens issus du Parti Social-Démocrate autrichien. Les bustes sont  chacun sur un piédestal et placés devant trois blocs rectangulaires de granit à la verticale, sur lesquels repose sur un quatrième horizontalement sur lequel on trouve les inscriptions « À la mémoire de la création de la République le 12 novembre 1918 » et « Création de la République ». 
Le monument se dresse sur une plate-forme légèrement surélevée. Les deux cubes à la base du monuments sont fleuries chaque 12 novembre. 
Le buste de Reumann est une sculpture de Franz Seifert, celui d'Adler par Anton Hanak et de Hanusch par Mario Petrucci (de) (d'après Carl Wollek).

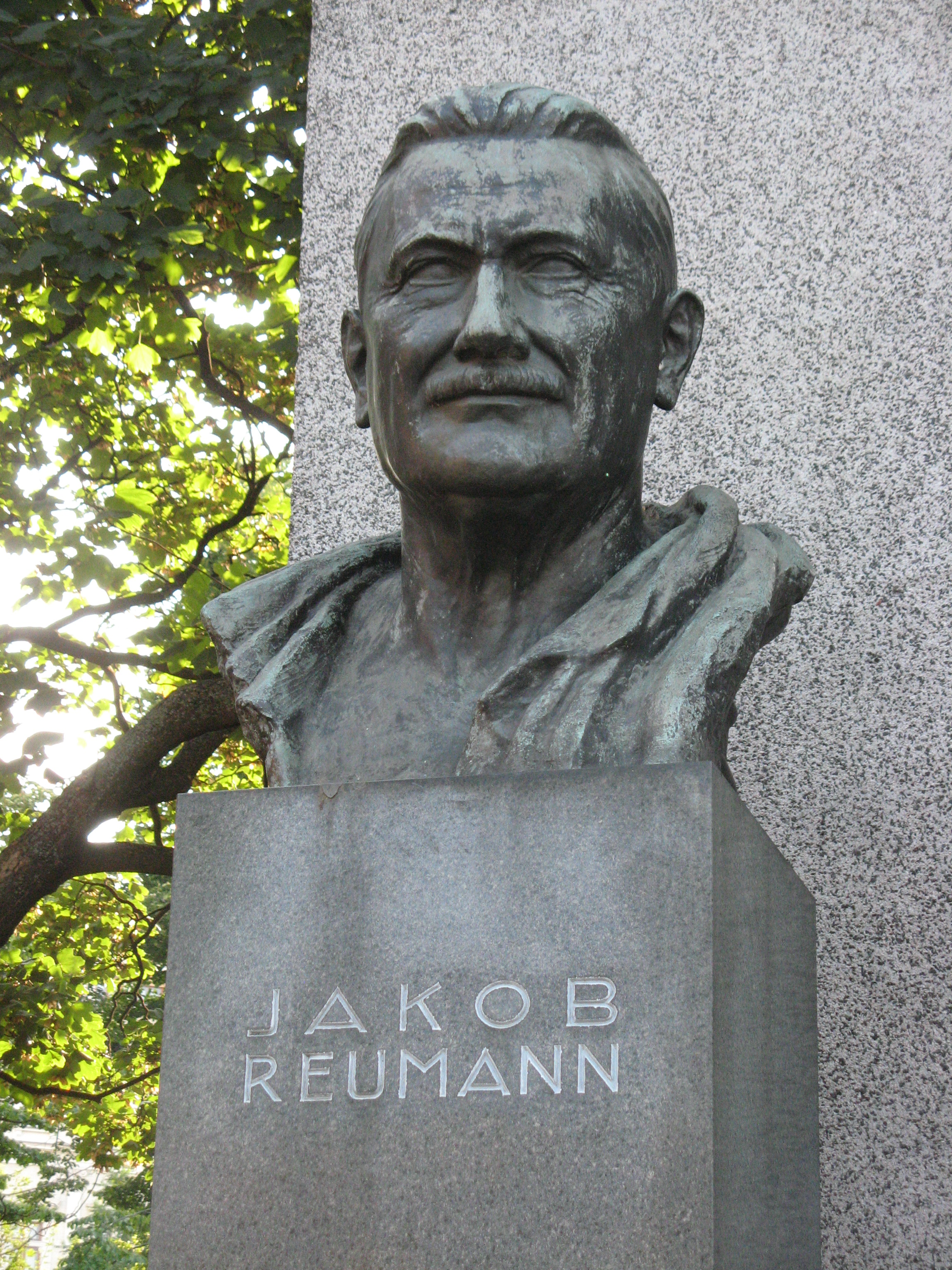
Jakob Reumann
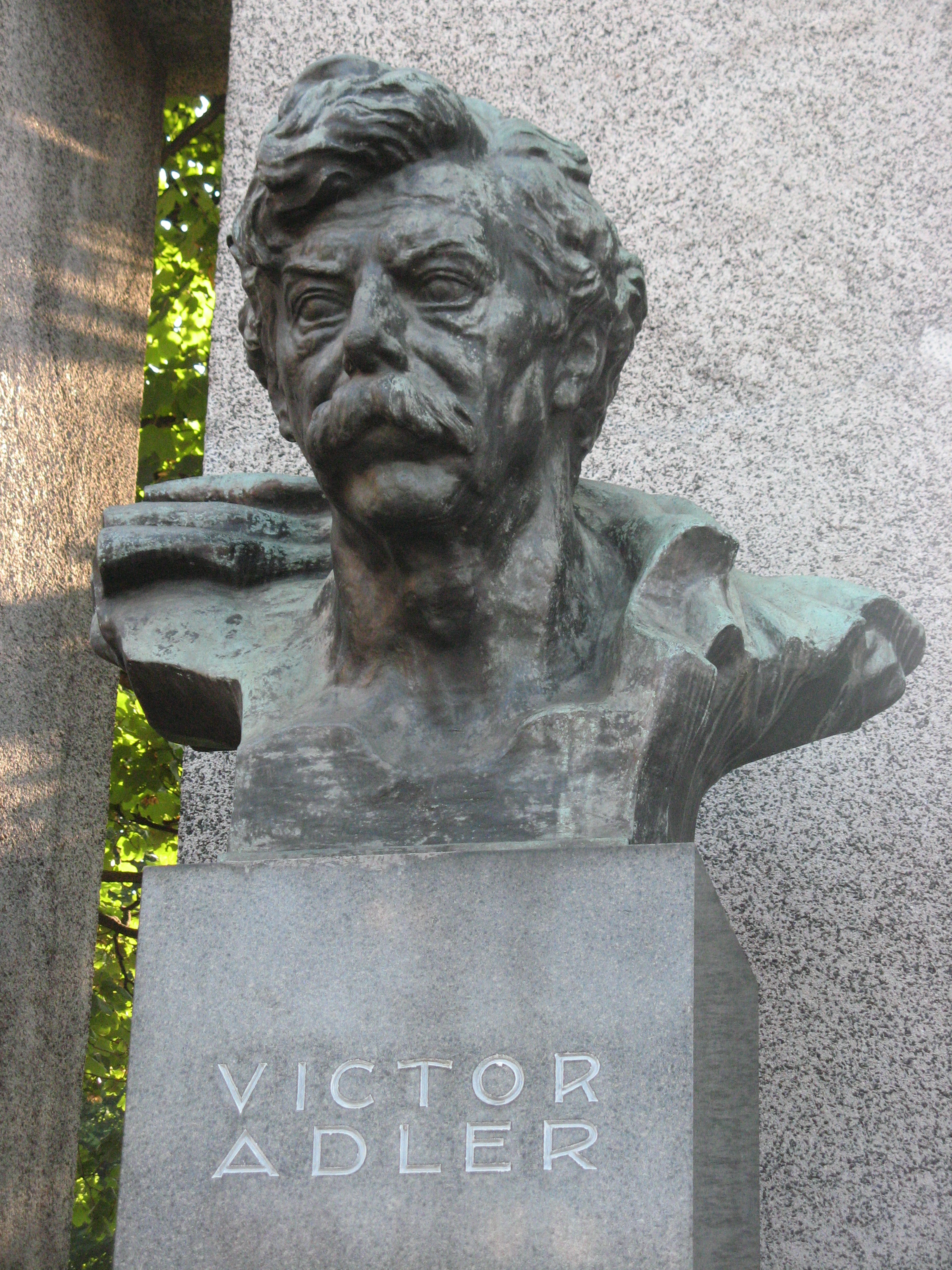
Victor Adler
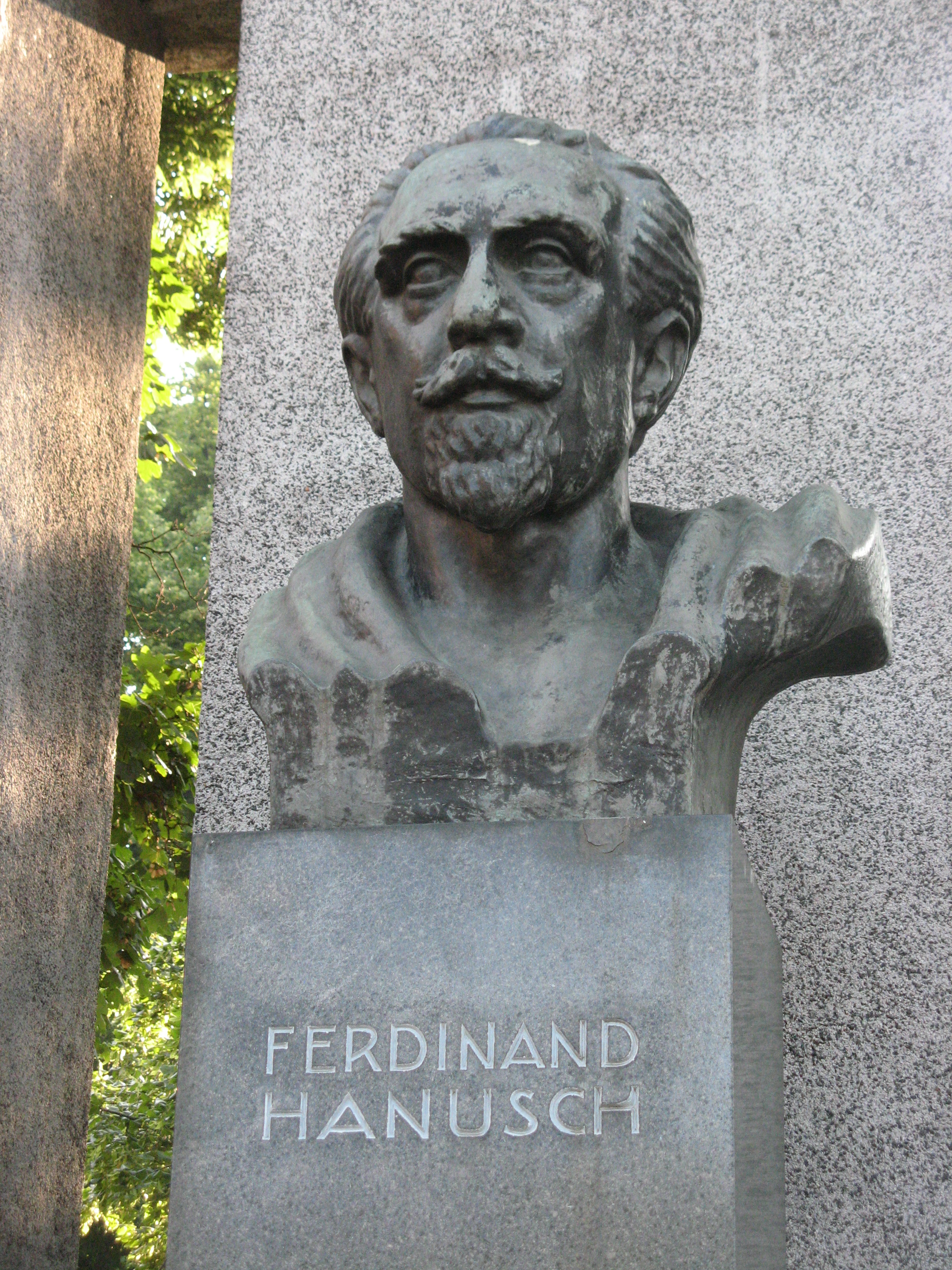
Ferdinand Hannouche

L'inauguration a lieu le 12 novembre 1928, lors du dixième anniversaire de la proclamation de la Première République d'Autriche. En raison de son symbole républicain et social-démocrate, le monument est attaqué par les conservateurs et les fascistes. Après la dissolution du Parlement, la fin de la démocratie et l'instauration de l'austrofascisme, les trois bustes sont enlevés et stockés dans une salle du stade de Vienne. A sa place sont installés des drapeaux du nouveau régime et le buste du nouveau chancelier Engelbert Dollfuss.
En 1948, en commémoration des trente ans de la Première République d'Autriche, le monument est reconstitué. En 1961, un attentat à la bombe abîme l'arrière du monument. Il n'est pas revendiqué